# Faust o Margherita
Faust o Margherita è uno spettacolo teatrale del 1966 diretto e interpretato da Carmelo Bene, scritto in collaborazione con Franco Cuomo. Le scene furono curate da Salvatore Vendittelli. 

## Caratteristiche e fortuna dell'opera
Più che una rivisitazione del Faust di Goethe, quello beniano è una sua parodia, che trae ispirazione dai fumetti, laddove la parte di Mefisto veniva ad essere svolta dallo scalognato Uomo Mascherato "a cui non gliene va bene una". In questa interpretazione personalissima, il Faust di Bene vende Margherita all'Uomo Mascherato (alias Mefisto) "per procacciarsi un'anima".
La locandina e cartolina promozionale dello spettacolo furono firmate dal pittore, amico e collaboratore Tonino Caputo. Dalla locandina si apprendono alcuni importanti dati come la data precisa della anteprima; 3-1-66, Teatro dei Satiri, P.zza Grottapinta 5, Tel. 565352. Segue: "Faust o Margherita. Due Tempi. di Carmelo Bene e Franco Cuomo. Faust Carmelo Bene. Margherita Lydia Mancinelli. Mefistofele Mario Tempesta. Wagner Alfiero Vincenti. E in ordine alfabetico Anna Angelucci, Manuela Kustermann, Valeria Nardone, Rosaria Vadacca. Regia di Carmelo Bene. Scene Salvator Vendittelli. Costumi Carmelo Bene. Direttore di scena Elia Jezzi. Anteprima Gran Gala Posto Unico L.8000. Prima: posto unico L.3000. Repliche: platea L.2500 - balconata L.1500". Reca la firma "Tonino Caputo 65". 
La litografia della locandina di dimensioni 33x70cm ebbe una tiratura limitatissima su carta-pergamena pregiata martellata (si stima 100-150 copie, le altre locandine di Caputo per Bene ebbero un tiraggio di 300 copie circa). Fu l'unica a differenziarsi per dimensioni,supporto e tiratura dalle altre locandine litografiche che Caputo realizzò in quegli anni per gli spettacoli di Carmelo Bene.
Il Faust di Bene è un'opera molto contaminata, tipo collage, con insert estranei ed estranianti, come quello dei "risultati delle partite di calcio" o quello dei personaggi dei Promessi Sposi di Alessandro Manzoni, per non parlare di Giacomo Puccini, Gabriele D'Annunzio e altro, tanto da esser considerata da certa critica un pastiche fine a sé stesso. Ne parlano entusiasti, invece, i suoi indefessi sostenitori, tra cui Alberto Arbasino ed Ennio Flaiano che scrive:
« L'occasione fornitaci da Carmelo Bene di rispolverare anche il Faust ci porta [...] a questa profezia: "Ogni vasto disegno in principio è giudicato follia, ma in avvenire rideremo del caso, e un cervello destinato a pensare, in avvenire lo fabbricherà un pensatore" [...] Meglio dir subito che Goethe non c'entra in questo collage nemmeno per un verso [...] ».
Lo spettacolo venne successivamente presentato al Festival di Sarajevo, con scarso successo, a causa perlopiù di inconvenienti tecnici e del turpiloquio "recitato in musica" durante la messinscena dello spettacolo tra tecnici e attori. La cosa curiosa è che la successiva lunga conferenza stampa (in terra slava) venne svolta in lingua latina. 
Seconda edizione:
- Faust-Marlowe-Burlesque, di Aldo Trionfo e Lorenzo Salveti. Regia di Aldo Trionfo. Con Franco Branciaroli. Scene di Emanuele Luzzati. Costumi di G. Panni. Prato, Teatro Metastasio (22 marzo 1976).